# Гангстер (фильм, 1947)
«Гангстер» (англ. The Gangster), также известный как «Низкая компания» (англ. Low Company) — фильм нуар режиссёра Гордона Уайлса, который вышел на экраны в 1947 году.
Фильм рассказывает о гангстере средней руки (Барри Салливан), который под влиянием чар певицы из ночного клуба (Белита) постепенно теряет хватку, что приводит к его уничтожению конкурентом.
Критики обратили особое внимание на нехарактерный для гангстерских фильмов психологизм этой картины и на её нестандартное художественное решение.
Это был второй совместный фильм Барри Салливана и Белиты после картины «Саспенс» (1946) годом ранее.

## Сюжет
В течение шести лет гангстер Шабанка (Барри Салливан) железной хваткой и преступными методами выстраивал собственную небольшую сеть подконтрольных развлекательных заведений вдоль набережной нью-йоркского района Нептун-Бич, в трущобах которого он родился и вырос. Борьба Шабанки за влияние в криминальном мире оставила его без друзей и стоила ему шрама на лице. Базовой точкой гангстера является кафе-мороженое, которым управляет беспокойный, но преданный ему бизнесмен Ник Джемми (Аким Тамирофф), который обеспечивает легальное прикрытие и сбор средств со всех предприятий Шабанки. С помощью этих денег Шабанка обеспечивает себе благосклонность властей, а также контроль над местной преступностью. Однажды в районе, контролируемом Шабанкой, появляется рэкетир Корнелл (Шелдон Леонард), который решает завладеть всей небольшой империей Шабанки. Используя мощное силовое прикрытие, он выходит на Джемми, требуя, чтобы тот организовал встречу с Шабанкой. Понимая серьёзность ситуации, Джемми бомбардирует Шабанку звонками и требует немедленной встречи, однако Шабанка не обращает внимания на предупреждения Джемми, заявляя, что Корнелл слаб против него, и Джемми нечего беспокоиться. В действительности все мысли Шабанки далеки от бизнеса, и он полностью поглощён певицей из местного ночного клуба Нэнси Старр (Белита). Он поджидает её у входа в клуб, сидит в её гримёрке и на выступлениях, оплачивает её дорогую квартиру и счета, а также осыпает дорогими подарками. Нэнси испытывает признательность и даже симпатию к Шабанке за его заботу, однако страдает от его чрезмерной опеки и ревности. Однажды днём, когда Нэнси отказывается пойти с ним на прогулку по дорогим магазинам, Шабанка решает тайно проследить за ней, выясняя, что Нэнси направилась на встречу с театральным агентом по имени Бомонт (Лейф Эриксон), который обещает устроить её в одно из бродвейских шоу. Вечером между Шабанкой и Нэнси возникает конфликт после того, как гангстер заявляет, что Бомонт слишком мелкая рыба в бизнесе, чтобы организовать ей бродвейский контракт. В кафе-мороженом Шабанка вновь вынужден убеждать запуганного Джемми в том, что Корнелл не представляет никакой угрозы их бизнесу, даже несмотря на утверждение Джемми, что их финансовое положение серьёзно пошатнулось после того, как Шабанка устранился от дел и стал тратить огромные деньги на свою подружку. Там же Шабанка встречает своего бывшего бухгалтера Карти (Джон Айрленд), который стал игроманом, в результате чего потерял работу и влез в долги. Карти выпрашивает у Шабанки 100—200 долларов, чтобы раскрутиться на игорном бизнесе, однако тот категорически отказывает бывшему бухгалтеру в помощи. Молодая и порядочная Дороти (Джоан Лорринг), которая недавно стала работать кассиршей и бухгалтером у Джемми, начинает понимать, что попала на работу в организацию, которую контролирует аморальный гангстер. Став свидетельницей его жестокого разговора с Карти, Дороти заявляет Шабанке о своём увольнении, и когда тот даёт ей 200 долларов в качестве выходного пособия, отказывается брать его деньги. Вскоре жена Карти приходит в кафе, чтобы предупредить мужа о том, что её братья разыскивают его за кражу 1300 долларов из их автомастерской, куда Карти устроился бухгалтером. Тем временем подручные Корнелла под угрозой оружия доставляют Джемми на встречу со своим боссом. Корнелл требует передать ему список всех точек, которые платят деньги Шабанке, однако преданный Джемми отказывается идти с ним на сотрудничество. Чтобы восстановить отношения с Нэнси, Шабанка покупает ей дорогое норковое манто, после чего благодарная певица предлагает им вдвоём отправиться на пикник на морское побережье. Они чудесно проводят день, и между ними впервые возникают по-настоящему теплые отношения. В тот момент, когда Нэнси и Шабанка отдыхают на пляже, к ним подходят двое подручных Корнелла, требуя его прибыть на встречу со своим боссом. Их жёсткий разговор заканчивается тем, что они бьют Шабанку рукояткой пистолета по голове, в результате чего тот теряет сознание. Придя в себя, Шабанка обвиняет испуганную Нэнси, что это она навела на него бандитов, однако тут же забирает свои слова обратно.
Шабанка, наконец, понимает силу своего противника и начинает поднимать свои связи, которые обеспечили его положение, однако как политические лоббисты, так и местные криминальные группировки отказывают ему в поддержке. Тогда Шабанка приходит к Нэнси, предлагая бежать из города вместе с ним. Когда она говорит, что готова вернуть ему все драгоценности и ценные подарки, Шабанка просит её сдать всё ценное в ломбард, планируя на вырученные деньги собрать в другом городе бригаду для борьбы с Корнеллом. Тем временем жена Карти приходит в кафе в поисках мужа, которого не видела уже двое суток. Она умоляет Шабанку о помощи, но получает отказ, после чего Дороти снова обвиняет Шабанку в жестокости и эгоизме. Во время разговора с Джемми Шабанка выясняет, что тот не выдержал давления и передал Корнеллу список подчинённых ему предприятий. Шабанка направляется на встречу к Корнеллу, который говорит, что время, когда они могли сотрудничать, уже ушло, и теперь он уже контролирует предприятия Шабанки, предлагая ему унизительную должность сборщика податей с предприятий с окладом в 80 долларов в неделю. Возмущённый Шабанка уходит, перед уходом напоминая окончательно растерявшемуся Джемми, что тот всё ещё работает на него. В ответ Корнелл заявляет, что если Шабанка тронет Джемми, то его самого убьют в течение двадцати минут. Тем временем Карти ловят и избивают братья его жены, требуя немедленно отдать украденные деньги. В очередной раз пообещав расплатиться, Карти приходит в кафе, проникая в кабинет Джемми, который только что принёс деньги с подчинённых предприятий. Карти умоляет Джемми дать ему 200—300 долларов, но когда тот отказывает, Карти подвернувшейся под руку кастрюлей бьёт его со всей силы по голове. Джемми падает и умирает, а Карти, даже не взяв денег, в страхе убегает. Когда Шабанка приходит в квартиру Нэнси, чтобы отправиться с ней на вокзал, там его уже поджидают люди Корнелла. Шабанка обвиняет Нэнси в предательстве, на что она отвечает, что когда-то любила его, но его паранойя привела к тому, что она стала его ненавидеть. А после того, как Корнелл пообещал ей роль на Бродвее, она решила сдать ему Шабанку. Корнелл уходит, уводя с собой Нэнси и забирая все деньги, которые Шабанка собрал для поездки. Тем же вечером Шабанка узнаёт, что Джемми был убит, и соответственно ему грозит расправа со стороны Корнелла. Не зная, где ещё можно укрыться от бандитов, он приходит домой к Дороти, которая обвиняет его в том, что это он виновен в смерти Джемми. Хотя по радио уже сообщили о том, что Карти пришёл в полицию и сознался в убийстве, однако, по мнению Дороти, именно Шабанка довёл его до этого отчаянного шага. Она говорит Шабанке, что он наконец должен заплатить за то, что отказывался помогать другим, на что тот отвечает, что единственное, в чём он считает себя виноватым, это в том, что он был недостаточно жесток и недостаточно беспринципен, и позволил дать волю своим чувствам. Понимая, что ему некуда деваться, Шабанка выходит на опустевшую набережную в дождливую ночь и кричит Корнеллу, что тот может «забрать это всё», и в этот момент его убивают. После этого полиция арестовывает Корнелла и его банду.

## В ролях
- Барри Салливан — Шабанка
- Белита — Нэнси Старр
- Джоан Лорринг — Дороти
- Аким Тамирофф — Ник Джемми
- Гарри Морган — Коротышка
- Джон Айрленд — Карти
- Шелдон Леонард — Корнелл
- Фифи Д’Орсей — миссис Остроленг
- Вирджиния Кристин — миссис Кэрти
- Элиша Кук — Овал
- Тед Хект — Свейн
- Лейф Эриксон — Бомонт
- Чарльз Макгроу — Дугас
- Джон Келлогг — Стерлинг
- Шелли Уинтерс — Хэйзел

## Создатели фильма и исполнители главных ролей
В основу фильма положен роман Дэниела Фукса «Низкая компания» (1937), сценарий также написал также Фукс. Согласно некоторым источникам, истинным сценаристом картины был известный голливудский автор Далтон Трамбо, однако его имя в титрах не указано. Как пишет историк кино Джереми Арнольд, «Фукс был ключевой фигурой жанра фильм нуар, написав сценарии таких значимых фильмов, как „Бессмысленный триумф“ (1948), „Крест-накрест“ (1949), „Паника на улицах“ (1950) и „Штормовое предупреждение“ (1951), а позднее — сценарий классического биографического мюзикла „Люби меня или покинь меня“ (1955) с участием Джеймса Кэгни и Дорис Дэй».
Как далее отмечает Арнольд, «у режиссёра фильма Гордона Уайлза была необыкновенная карьера, во время которой его бросало от одного к другому и обратно». В начале 1930-х годов он начинал как художник-постановщик, завоевав «Оскар» за фильм «Трансатлантик» (1931), с 1935 года стал работать как режиссёр, а с начала 1940-х годов снова стал художником. Он ещё раз попробовал себя в качестве режиссёра с фильмом «Гангстер», но лишь после того, как изначально назначенный режиссёр Эдвард Блат в середине декабря 1946 года ушёл из проекта из-за нестыковок в своём производственном графике. В 1950 году после завершения работы над нуаром Сая Эндфилда «Криминальная история» (1950) Уайлз умер в возрасте 46 лет.
Барри Салливан, исполнивший в этой картине главную роль, вскоре стал заметным актёром жанра нуар, сыграв в таких картинах, как «Подставленный» (1947), «Напряжённость» (1949), «Неизвестный человек» (1951), «Причина для тревоги» (1951) и «Лазейка» (1954). Актриса, известная как Белита (её имя при рождении Мария Белита Джепсон-Тёрнер), была профессиональной фигуристкой, которую привезли в Голливуд, чтобы попробовать повторить с ней успех другой европейской фигуристки — Сони Хени. По словам Арнольда, «хотя Белита и сделала несколько фильмов на тему фигурного катания, такие как „Эскапады на льду“ (1941) и „Серебряные коньки“ (1943), в дальнейшем она, вероятно, больше запомнилась киноманам по своим драматическим ролям в низкобюджетных фильмах нуар». Годом ранее Салливан и Белита сыграли романтических партнёров в интересном фильме нуар «Саспенс» (где она также много танцует)".

## История создания фильма
Как отмечает Арнольд, «Гангстер» «был одним из первых фильмов, выпущенных компанией Allied Artists, только что сформированной дочерней компании кинокомпании бедного ряда Monogram Pictures. Allied был задуман как торговая марка для фильмов с крупным бюджетом — престижных фильмов Monogram, если конечно такое слово применимо к продукции этой студии».
Продюсерами фильма стали братья Фрэнк и Морис Кинги, которые попытались повторить феноменальный успех своей предыдущей картины «Диллинджер» (1945). Тот фильм, сделанный на микробюджете, был чрезвычайно успешен, собрав по всему миру солидные 4 миллиона долларов. Как пишет Арнольд, «в результате братья Кинг, семья которых начинала с бутлегерства и поставок игральных автоматов, неожиданно оказались крупными игроками в киноиндустрии». Их лучший фильм «Без ума от оружия» (1950) выйдет в свет три года спустя.
Рабочим названием фильма было «Низкая компания (История Шабанки)».
По информации Американского института киноискусства, фильм имел сложности с прохождением цензуры в Администрации Производственного кодекса. В частности, отмечается, что «хотя точная природа преступного бизнеса Шабанки в истории не раскрывается, согласно рабочим документам студии, представители Администрации получили „безошибочное впечатление, что он управляет сетью борделей“». В итоге, «все ссылки на проституцию из окончательного варианта фильма были удалены». Администрация также утверждала, что финансовая поддержка Шабанкой Нэнси «неизбежно приводила к выводу о половой связи между ними», однако в этой части сценарий не претерпел изменений. Кроме того, Администрация «возражала против того, чтобы Корнелл и его люди остались бы безнаказанными. В результате финал в окончательной версии фильма был соответствующим образом изменён». Также, как зафиксировано в меморандуме от 23 июля 1947 года, Администрация пытался уговорить братьев Кинг сменить название фильма, но они отказались на том основании, что у них «нет ни Бергман, ни Кларка Гейбла», и потому они вынуждены использовать «довольно сенсационные названия, чтобы заинтересовать публику в своём продукте». Ранее в меморандуме Администрации от 6 марта 1947 года отмечалось, что недавно братья Кинг «громко и неприятно хвастались, что, поскольку у них есть деньги, то они смогут протолкнуть через Администрацию Производственного кодекса всё, что им нужно, о чём они заявляли как прямо, как и в форме предположения».
Для съёмок этого фильма Allied взяла у студии Universal в аренду оператора Пола Айвано.
На сайте Американского института киноискусства отмечено, что «перед самым началом съёмок актриса Белита была отстранена от фильма после того, когда выступила против того, чтобы имя Салливана стояло в титрах выше, чем её. Allied обвинила Белиту в том, что та публично распространяет слухи о том, что студия принуждает её носить неприличные костюмы и запретила её мужу, актёру Джоелу Макгиннису присутствовать на съёмочной площадке. Однако к началу февраля 1947 года спор был урегулирован, и Белита вернулась к работе над фильмом. В окончательном варианте имя Салливана было указано в титрах выше имени Белиты».
В феврале 1954 года фильм был выпущен студией Allied Artists в прокат повторно в паре с картиной Monogram «Диллинджер» (1945).

## Оценка фильма критикой

### Общая оценка фильма
Джереми Арнольд называет картину «суровым и горьким портретом рэкетира, которым всё более овладевает паранойя и внутренняя неуверенность» по мере того, как у него возникают проблемы с конкурирующим гангстером, собственной девушкой и проигравшимся азартным игроком. По мнению Арнольда, это «достаточно необычный и захватывающий фильм с акцентом на психологию», хотя «многим он показался чересчур претенциозным и вычурным». И, конечно, это «фильм нуар с несколькими отвратительными и обречёнными персонажами из преступного мира и отличным составом актёров второго плана, включая ветеранов нуара Акима Тамироффа, Генри Моргана, Чарльза Макгроу и Элишу Кука (обратите внимание также и на Шелли Уинтерс в роли кассирши)». По мнению рецензента журнала TV Guide, «это необычный фильм в жанре фильм нуар, который делает акцент на психологической стороне. Хотя сценарий местами и запутанный, однако он стремится к более глубокому подходу, чем такие гангстерские фильмы, как „Враг общества“ (1931) или „Аль Капоне“ (1959)». Как отмечается в рецензии, благодаря своему особому стилистическому решению «в своё время фильм рассматривался как нечто вроде художественного триумфа». И хотя, по мнению рецензента, «фильм обладает увлекательной необычностью», тем не менее, он «рисует образ человека с таким типом ума и сознания, которые ни один американский гангстер не проявлял в реальности».
Хэл Эриксон отмечает, что хотя «фильм подаётся как психологическая драма, в нём много стрельбы и крови, чтобы удовлетворить поклонников боевиков, а также мощная сексуальная притягательность в лице подружки гангстера Нэнси (которую играет звезда-фигуристка студии Monogram Белита)». Деннис Шварц называет картину «криминальной мелодрамой студии бедного ряда» с элементами, характерными для традиционных историй про преступников, которая однако «не движется традиционным путём отслеживания взлёта и падения своего героя. Вместо этого фильм сосредоточён на создании атмосферы безнадёжности и отчаяния, а также на том, чтобы выглядеть художественно стильным, поскольку режиссёр Гордон Уайлз создаёт возвышенное произведение, которое чересчур напоминает театр и которое слишком претенциозно для столь скромной истории». По мнению Гленна Эриксона, это «очередной неожиданный и превосходный нуар» от студии Allied Artists. Критик отмечает, что «по ходу действия мало экшна, который полностью сосредоточен в заключительной части картины». В остальное же время фильм иногда «притормаживает, чтобы показать некоторые весьма странные визуальные эффекты», при этом продолжая наполнять «историю предательства и обречённости всё большей печалью и страданиями». О жёстком нуаровом характере картины свидетельствуют «горькие слова Шабанки ближе к финалу о том, что его единственный грех заключался в том, что он не был достаточно жёсток. Никому не надо было верить, и никого не надо было любить».

### Оценка работы режиссёра и творческой группы
Как отмечает Деннис Шварц, хотя считается, что сценарий написал Дэниел Фукс по собственной книге «Низкая компания», однако его «избыточную претенциозность и художественность можно отнести на счёт слуха, что к сценарию без указания в титрах приложил руку Далтон Трамбо».
Гленн Эриксон отмечает, что большую помощью режиссёру оказала его творческая группа, особенно художник-постановщик Пол Сайлос, который «создал впечатляющие декорации, включая внешний и внутренний вид пирса Нептун-Бич», а также «оператор Пол Айвано, который снимал такие фильмы, как „Жестокий Шанхай“ (1941) и „Плоть и фантазия“ (1943)».

### Оценка актёрской игры
По мнению Гленна Эриксона, «Салливан выжимает максимум из редкой для себя главной роли. Его Шабанка подобен феодальному лорду, который слишком погряз в личных желаниях, чтобы осознать, что его царство уходит у него между пальцев. Шабанка постоянно говорит о тех жестоких вещах, через которые ему пришлось пройти, чтобы подняться на вершину, но люди вокруг него либо ненавидят его, либо пугаются ещё больше. У него нет иллюзий по поводу любви к нему обитателей Нептун-Бич». По мнению критика, «другая выдающаяся игра исходит от Акима Тамироффа в роли Ника Джемми, который встревожен тем, что Шабанка не воспринимает поступающие предупреждения достаточно серьёзно». Гленн Эриксон также отмечает, что фильм содержит «целую россыпь великолепных характерных ролей, которые ярко сыграли в этом фильме, среди них Элиша Кук, Чарльз Макгроу, Мюррей Элпер, Джефф Кори и Сид Мелтон». И, кроме того, в картине появляется в эпизоде Шелли Уинтерс. «Это была уже её 17-я кинороль, и оставалась всего одна роль, прежде чем она станет крупным „открытием“ благодаря фильму Джорджа Кьюкора „Двойная жизнь“ (1947)». Хэл Эриксон среди актёров второго плана выделяет Шелдона Леонарда в роли главного соперника Шабанки, который в этой картине «выдаёт более тонкую вариацию своего патентованного экранного образа крутого парня». По мнению рецензента TV Guide, «Салливан, Тамирофф, Айрленд и прочие актёры немного чересчур театральны» в этой в целом мрачной картине, где благодаря постановке Уайлза «постоянно присутствует определённая степень театральности».